# Червонак (Познанський повіт)
Червонак (пол. Czerwonak, нім. Rotental) — село в Польщі, у гміні Червонак Познанського повіту Великопольського воєводства.
Населення — 5868 осіб (2011).
У 1975-1998 роках село належало до Познанського воєводства.

## Демографія
Демографічна структура станом на 31 березня 2011 року:
|          | Загалом | Допрацездатний вік | Працездатний вік | Постпрацездатний вік |
| -------- | ------- | ------------------ | ---------------- | -------------------- |
| Чоловіки | 2861    | 575                | 2038             | 248                  |
| Жінки    | 3007    | 555                | 1854             | 598                  |
| Разом    | 5868    | 1130               | 3892             | 846                  |